# Oosterdijkshorn
Oosterdijkshorn (Gronings: Diekshörn), tegenwoordig Dijkshorn  genoemd, is een buurtschap in de gemeente Groningen in de provincie Groningen.
De buurtschap is genoemd naar de bijna haakse bocht die de Wolddijk maakt. Horn of hörn is het Groningse woord voor hoek. Ook 10 km westelijk maakt de dijk zo'n bocht; hier ligt Westerdijkshorn.
Bij Oosterdijkshorn komen het Damsterdiep en het Westerwijtwerdermaar bij elkaar. Het is ook de plek waar de Stadsweg de Wolddijk kruist. Op dit punt ligt de Dijkshornerklap over het maar. Deze weg is de waterscheiding tussen de afwatering van het Reitdiep (De Waterwolf) en die van het Damsterdiep (De Drie Delfzijlen). Vandaar dat er bij de kruising een schutsluis is, de Oosterdijkshornerverlaat. Deze sluis is opgebouwd uit twee zogenaamde stoneyschuiven.

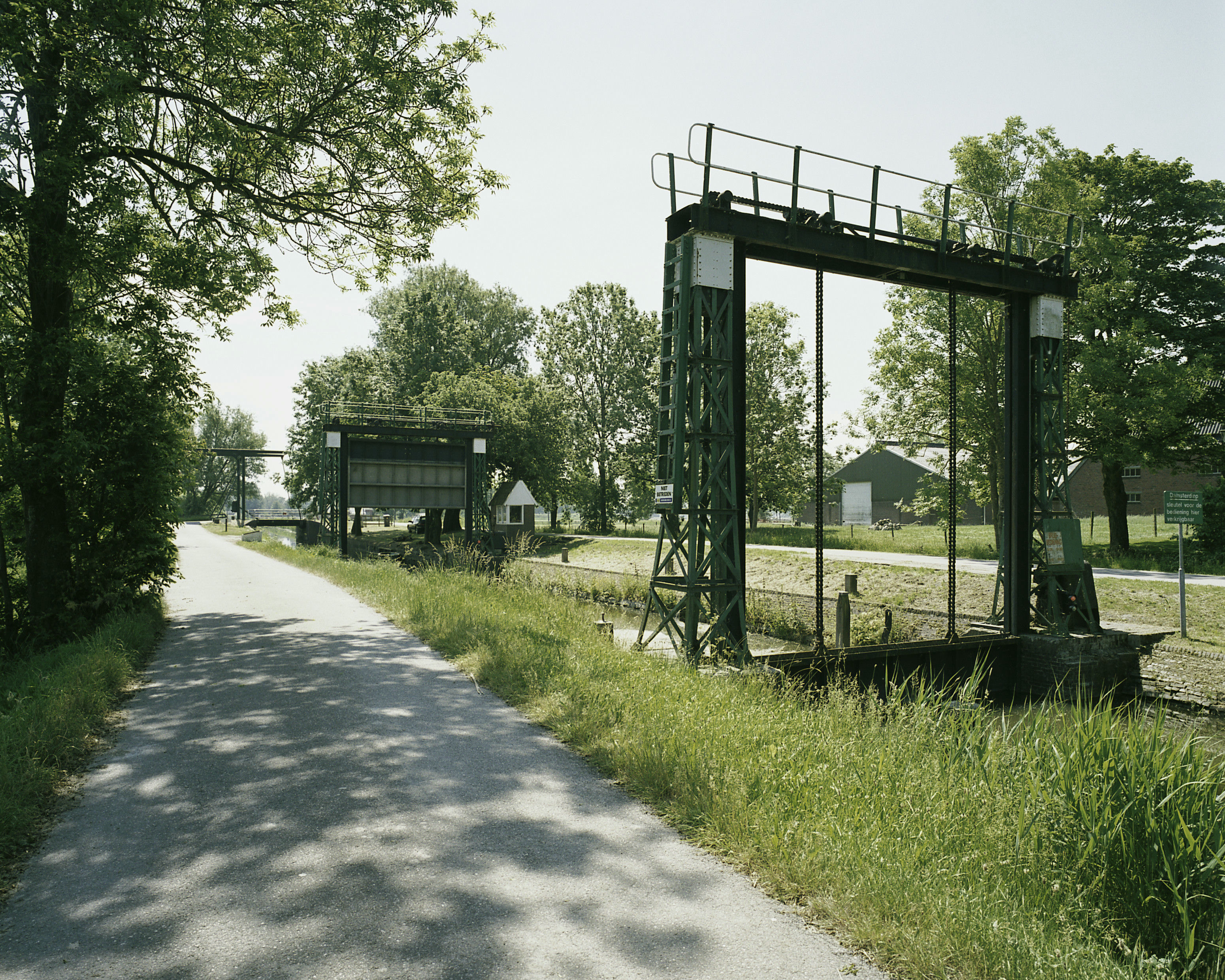
De Oosterdijkshornerverlaat met beide stoneyschuiven en links de Wolddijk
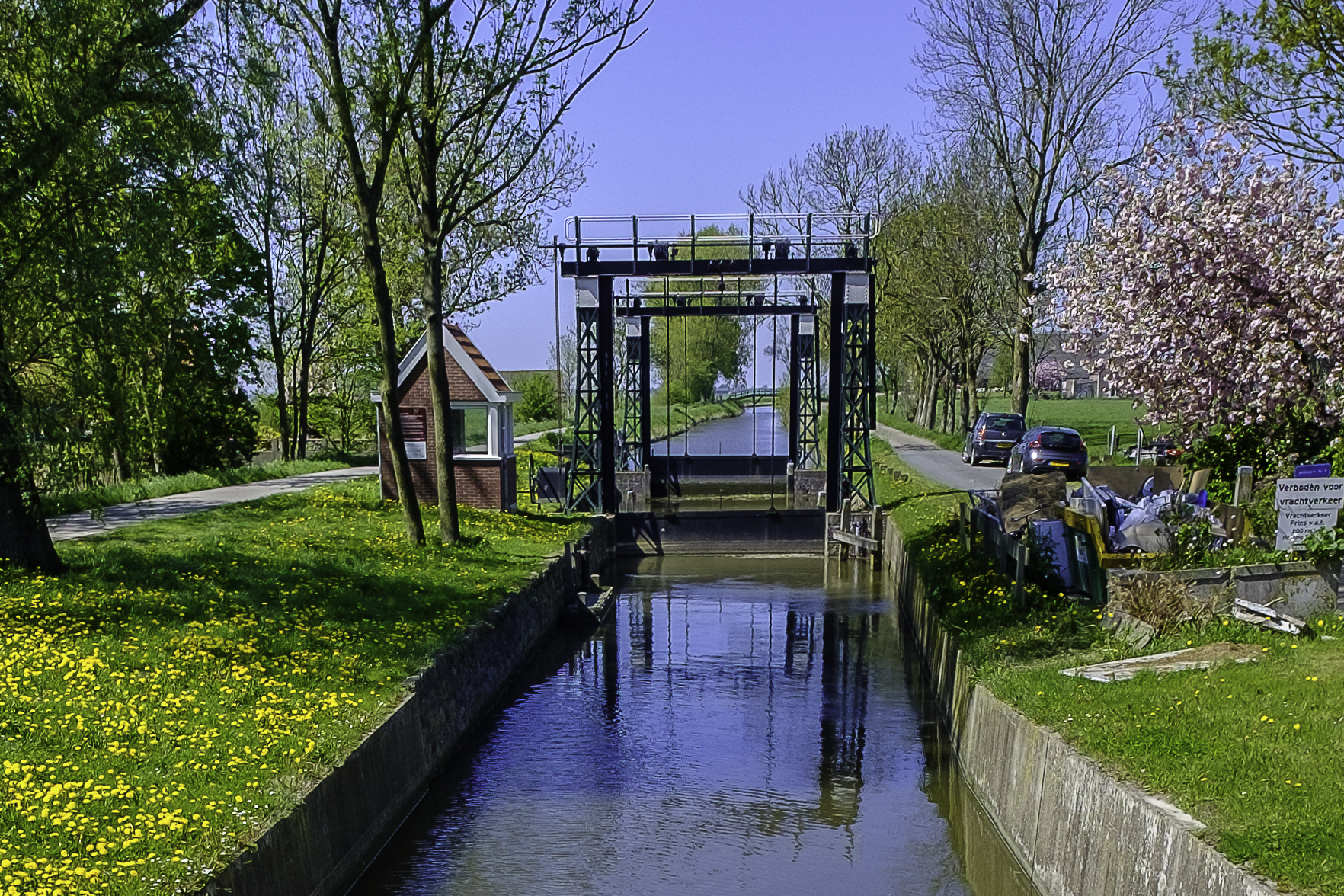
Oosterdijkshornerverlaat gezien vanaf vanaf de Dijkshornsterklap
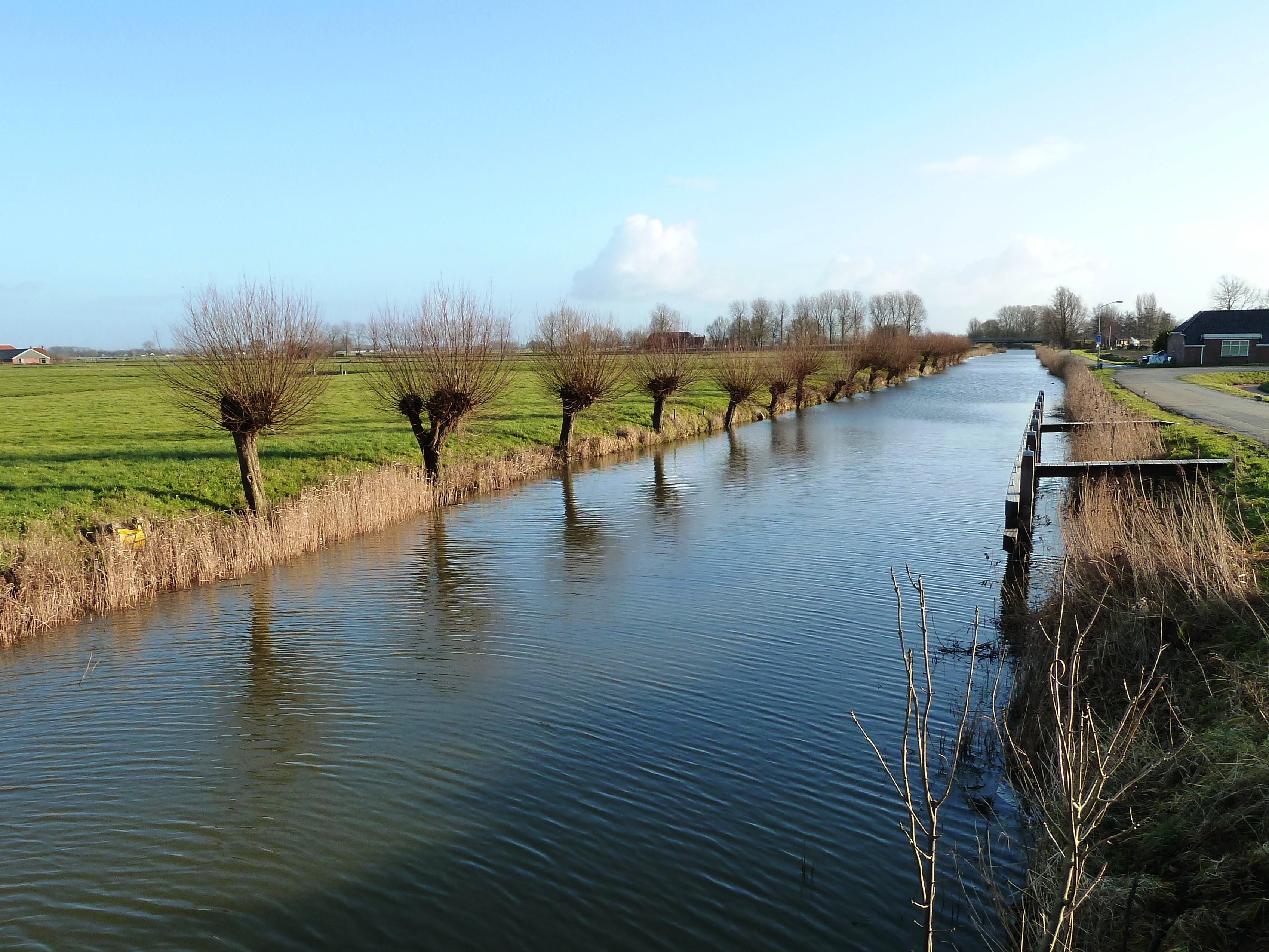
Het Westerwijtwerdermaar naar het Damsterdiep gezien vanaf het verlaat

Stad: Groningen

Dorpen: Garmerwolde · Glimmen · Haren · Harkstede (deels) · Lageland · Lellens · Meerstad · Noordlaren · Onnen · Sint-Annen · Ten Boer · Ten Post · Thesinge · Winneweer · Woltersum

Buurtschappen: Achter-Thesinge · Boltklap · Bouwerschap · Bovenrijge · Dilgt · Dorkwerd · Engelbert · Emmerwolde · Essen · Euvelgunne · Felland · Harendermolen · Hemert · Hemmen · Hoogkerk · Leegkerk · Hoornsedijk · Klein Harkstede · Kröddeburen · Lageweg · Lutjewolde · Middelbert · Noorddijk · Noorderhoogebrug · Oosterdijkshorn · Oosterhoogebrug · Oude Roodehaan · Paterswolde (deels) · Ruischerbrug · Roodehaan · Slaperstil · Steerwolde · Vierverlaten · Wittewierum · Zevenhuisjes

Provincie Groningen: Steden en dorpen      Nederland: Provincies · Gemeenten